# Вогневий наліт
Вогневий наліт або артналіт — різновид короткочасного артилерійського або мінометного обстрілу, який характеризується масовістю, раптовістю, високою щільністю і обмеженістю в часі. Як правило, вогневої наліт використовується для ураження невеликих об'єктів і здійснюється побіжним вогнем. Також можна починати вогневий наліт побіжним вогнем, а продовжувати — методичним.
Застосовується не тільки для знищення живої сили і техніки противника, а й в інших тактичних ситуаціях (артпідготовка, контрбатарейна боротьба, турбуючий вогонь тощо). Під час партизанської війни найбільше підходять цілі для вогневих нальотів — пункти зв'язку й управління, радіостанції, окремі споруди на шляхах сполучення тощо.

## Примітка
1. ↑  Левченко В.А., Сергин М.Ю., Иванов В.А., Зеленин Г.В.  — Тамбов : Издательство Тамб. гос. техн. ун-та, 2004. — 268 с. — 100 прим. — ISBN 5-8265-0114-6. Архівовано з джерела 4 березня 2016
2. ↑   — Москва : Воениздат, 1988. Архівовано з джерела 29 серпня 2016
3. ↑  Огневой налёт // Военный энциклопедический словарь. — Москва : Военное издательство Министерства обороны Союза СССР, 1986. — С. 507. — 150 000 прим.
4. 1 2  Рязанов О. Основы партизанской войны: теория и практика [Архівовано 31 травня 2016 у Wayback Machine.] // Братишка : Ежемесячный журнал подразделений специального назначения. — М.: ООО «Витязь-Братишка», 2008. — № 1. — С. 29-35.